# Barmécidas
Os barmécidas (em persa: برمکیان; romaniz.: Barmakīyān; em árabe: البرامكة; romaniz.: al-Barāmika) foram uma família de nobres persas de grande influência política durante o reinado dos califas abássidas.

## História
Algumas fontes dizem que Barmaque, o ancestral da família, era um sacerdote zoroastrista, mas atualmente se crê que a família tem sua origem numa linhagem de sacerdotes budistas dum monastério localizado perto de Bactro, no atual Afeganistão. A partir do reinado do califa omíada Hixame ibne Abedal Maleque (r. 723–743) há notícias de que membros da família eram próximos da corte muçulmana, com as fontes indicando que Barmaque chegou à corte de Hixame junto a 500 seguidores, onde converteu-se ao Islão.
O filho de Barmaque, Calide ibne Barmaque, apoiou Açafá (r. 721–754) - o fundador da dinastia abássida - na sua luta contra os omíadas, o que permitiu que Calide se tornasse um dos principais conselheiros do novo califa. No reinado do segundo califa, Almançor, Calide foi governador de Pérsis e do Tabaristão. Já o filho de Calide, Iáia ibne Calide, foi governador do Azerbaijão, além de tutor e mais tarde vizir do califa Harune Arraxide (r. 786–809).
O mais famoso dos barmécidas talvez seja Jafar ibne Iáia (767–803), filho de Iáia e vizir do califa Harune Arraxide, como o pai. Em 803, após um período de muito poder para os barmécidas, o califa Harune voltou-se contra a família por razões pouco claras, e ordenou a prisão dos seus membros e o confisco dos seus bens. Jafar foi decapitado em 803. Seu irmão Fazal e seu pai foram aprisionados. Segundo a lenda, a razão da caída em desgraça de Jafar foi um romance com a irmã do califa, Abassa. É possível, porém, que a influência da família tivesse se tornado demasiadamente grande para o soberano.
Muitos membros da família, como Iáia e seu filho Jafar, foram patronos das artes e das ciências. Vários contos das Mil e uma noites mencionam membros da família, especialmente Jafar.